# Fekete eperfa
A fekete eper vagy fekete eperfa (Morus nigra) a rózsavirágúak (Rosales) rendjébe és az eperfafélék (Moraceae) családjába, az eperfák (Morus) nemzetségébe tartozó faj, a fehér eperfa rokona. Hasonló termése miatt sokan összetévesztik a szederrel.

## Megjelenése

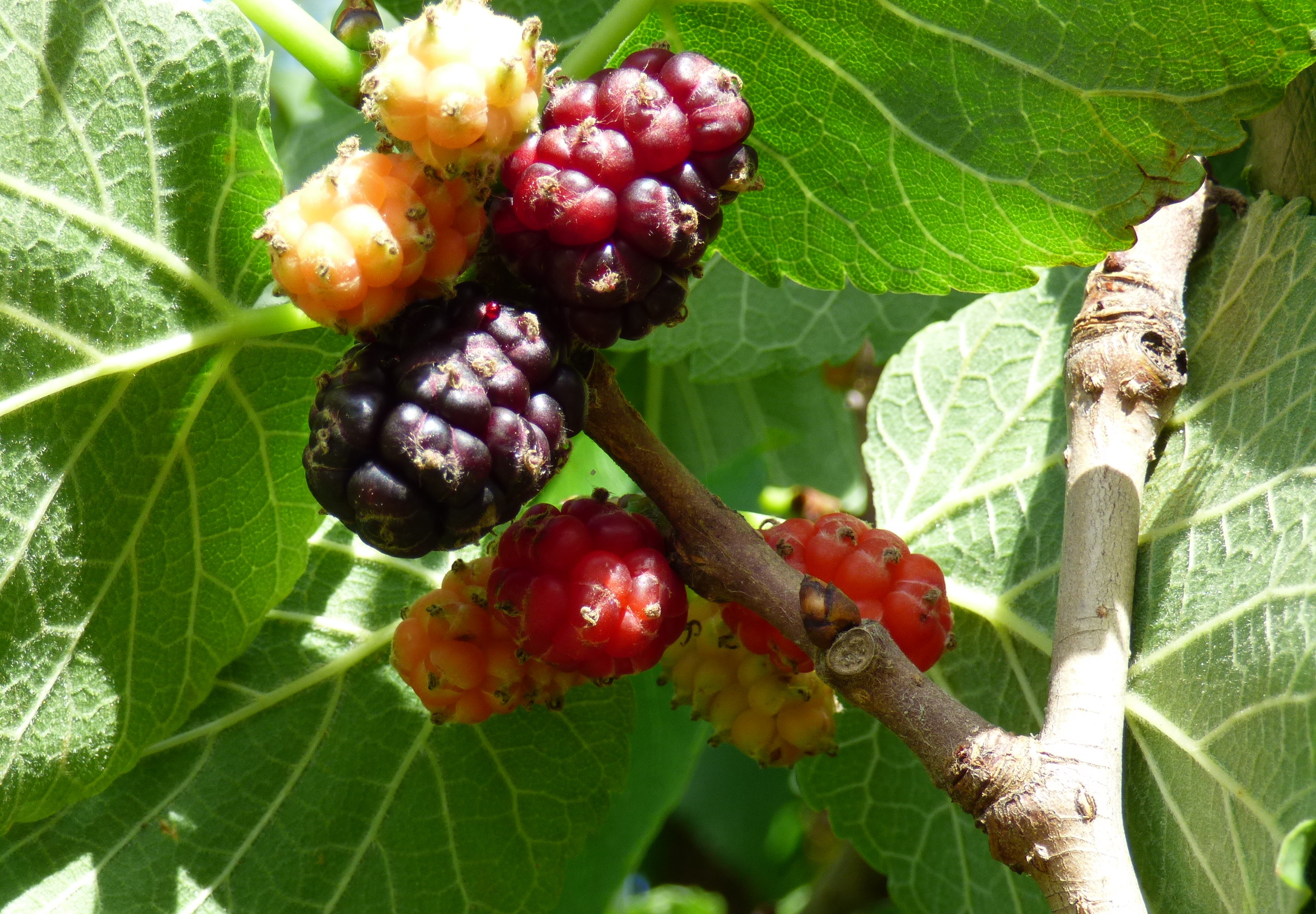
Az ágak az érési időszakban. A sötét szemek ehetőek, édesek.

Magasságához képest koronája szélesebb, törzse gyakran csavart, vagy ferde. Kérge sötét- vagy narancsbarna, friss hajtásai elszórtan paraszemölcsösek, megvágva tejnedvet eresztenek. A levél kevésbé változékony alakú, szíves vállú, széle szabálytalanul csipkézett, olykor kissé karéjos. A levéllemez felső oldala érdes tapintású, fonáka finoman pelyhes. A porzós barkák halványzöld színűek. Gyümölcsei valójában áltermések, vagyis nem a magházból, hanem a kis fejecskevirágzat részeit képező virágtakaró levelekből alakulnak ki. A termések színe előbb zöldes, majd egyre sötétebb pirosas, éretten sötétbordó, majdnem fekete. A fa májusban virágzik, időjárástól és faegyedtől függően júniusban és júliusban folyamatosan terem, a teljesen beérett termések maguktól lehullanak.

## Felhasználása
Zölden élvezhetetlen, piros állapotában kellemesen savanykás, feketére érve pikánsan édes, a szederhez hasonló. Minél sötétebb, annál közelebb áll a teljes beéréshez. A teljesen beérett szemek kis érintésre is leválnak a fáról, a kevésbé éretteket erővel kell letépni. Nagyobb mennyiséget a fa alá terített fóliával lehet gyűjteni, a fa megrázására sok érett szem lehullik. Leszedés után rövid időn belül el kell fogyasztani, mert a szemek pár órán belül megpuhulnak és erjedni kezdenek. Nyersen kitűnő gyümölcs, de befőtt, lekvár, szósz, gyümölcsleves, turmix, jégkrém, tortakrém és gyümölcsbor is készíthető belőle.
Felhasználás során vigyázni kell, mert fekete állapotában a kezet és a nyelvet is megfesti, textilben szinte eltávolíthatatlan foltot hagy.
Sok kutya kifejezetten szereti, több marékkal is felesznek a földre lehullott szemekből. Nagy mennyiség evése emésztési zavarokat, hasmenést okozhat nekik, valamint a túl sok cukor is megterheli a szervezetüket.